# Artvin (provincie)
Artvinská provincie je území v Turecku ležící v Černomořském regionu, které sousedí s Gruzií. Rozkládá se na ploše 7 436 km2 a v roce 2009 zde žilo 165 580 obyvatel.
Území provincie je turisticky atraktivní s nejvyššími vrcholy dosahujícími 3 900 m n. m. Protéká tudy řeka Čoroch.

## Administrativní členění
Provincie Artvin se administrativně člení na 8 distriktů:
- Ardanuç
- Arhavi
- Artvin
- Borçka
- Hopa
- Murgul
- Şavşat
- Yusufeli